# Vice Squad
Vice Squad (englisch für „die Sittenpolizei“) ist eine Punkband aus Bristol, die – mit einer zehnjährigen Unterbrechung – seit 1979 besteht. Die Bandmitglieder spielten vorher in den Bands „The Contingent“ und „TV Brakes“. Der ursprüngliche Bandname war „The Sex Aids“. Die Sängerin Beki Bondage (bürgerlich Rebecca Louise Bond) ist seit Gründung der Band und seit deren Neugründung 1998 dabei.

## Geschichte

### Frühzeit undRiot-City-Zeit (1979–1981)
Nach dem Ende zweier lokaler Punkbands, der TV Brakes und The Contingent, gründeten vier ehemalige Mitglieder dieser Gruppen die neue Band Vice Squad. Ihre erste Veröffentlichung bestand in einem Beitrag (dem Titel Nothing) zu einer Compilation lokaler Bands, die von Simon Edwards herausgebracht wurde. 1980 gründeten Vice Squad mit Edwards das Plattenlabel Riot City Records. Hier erschien 1980 die erste EP Last Rockers. Innerhalb kurzer Zeit gelang Vice Squad der Aufstieg zu einer im ganzen Land bekannten Band, auch dank der Unterstützung von John Peel und Garry Bushell. Beki Bondage, die eine Vorliebe für gewagte Outfits pflegte, erschien auf den Titelblättern der Musikzeitschriften Melody Maker und Sounds und wurde zu einem Pin-up des Punk. Nach dem Indiecharts-Erfolg der zweiten EP Resurrection wurde die Major-Plattenfirma EMI aufmerksam und nahm Vice Squad und Riot City unter Vertrag.

### Vice Squad bei EMI und Ausstieg der Sängerin 1982
Nachdem Out of Reach es bis auf Platz 68 der Singlecharts geschafft hatte, war ein kommerzieller Erfolg des ersten Albums No Cause for Concern abzusehen. Tatsächlich hielt es sich nach seinem Erscheinen fünf Wochen lang in der Hitparade, obwohl es innerhalb nur eines einzigen Wochenendes eingespielt worden war. Im Oktober 1981 stand es auf Platz 32 der UK-Charts. Dennoch war die Band verstimmt, da sie ihrer Meinung nach zu wenig Einfluss auf die Produktion gehabt hatte. Die zweite LP Stand Strong, Stand Proud wurde sorgfältiger vorbereitet, auch wenn sie bereits ein halbes Jahr später erschien. Im Verlauf der Arbeiten an der Platte erschien eine EP, die bereits einige Titel enthielt, die für den Langspieler entstanden waren. Nach der LP-Veröffentlichung ging Vice Squad auf die erste US-Tour.
Nach der EP State of the Nation verließ Beki Bondage die Gruppe und gründete die Punkband Ligotage. Sie wurde von der Sängerin Julia ersetzt, mit der die Band das Album Shot Away aufnahm, das bei Anagram erschien und floppte.

### Neugründung 1997 bis heute
1997 wurde Vice Squad von Beki Bondage zusammen mit Musikern ihrer Band Beki and the Bombshells neu gegründet.

## Diskografie
- Last Rockers (1980) EP
- Resurrection (1981) EP
- No Cause for Concern (1981)
- Live in Sheffield (1981)
- Stand Strong, Stand Proud (1982)
- Stand Strong (1982) EP
- State of the Nation (1982) EP
- Shot Away (1985)
- Live and Loud!! (1988)

Nach der Neugründung 1998:
- Get a Life (1999)
- Resurrection (1999)
- Lo-Fi Life (2000)
- Rich and Famous (2004)
- Defiant (2006)
- London Underground (2009)
- Punk Rock Radio (2011)
- Cardboard Country (2014)